# Langstaartstekelvarken
Het langstaartstekelvarken (Trichys fasciculata)  is een zoogdier uit de familie van de stekelvarkens van de Oude Wereld (Hystricidae). De wetenschappelijke naam van de soort werd voor het eerst geldig gepubliceerd door George Shaw in 1801.

## Voorkomen
De soort komt voor in Brunei, Maleisië en Indonesië.